# Aldeavieja de Tormes
Aldeavieja de Tormes es un municipio y localidad española de la provincia de Salamanca, en la comunidad autónoma de Castilla y León. Se integra dentro de la comarca de Guijuelo y la subcomarca de Salvatierra. Pertenece al partido judicial de Béjar.
Su término municipal está formado por un solo núcleo de población, ocupa una superficie total de 12,85 km² y según los datos demográficos recogidos en el padrón municipal elaborado por el INE en el año 2017, cuenta con una población de 103 habitantes.

## Geografía
Se encuentra a orillas del embalse de Santa Teresa. El término municipal está formado por colinas y lomas; en las estribaciones del Sistema Central. Una de esas colinas; La Zampa, el techo del municipio, ubicándose al oeste de la aldea, con una altura máxima de 985 metros de altitud. 
El municipio se asienta sobre una falla de cabalgamiento que se elevó durante el Paleozoico; durante esa elevación originado por movimientos tectónicos, se provocó una ruptura asomándose rocas volcánicas antiguas compactas; siendo el granito y la pizarra, siendo dichas rocas.
El clima es mediterráneo continental; suele llover en abundancia, con inviernos muy fríos y veranos muy suaves. En este municipio, el viento que domina el lugar es el cierzo; que sopla de noroeste a noreste.

## Historia

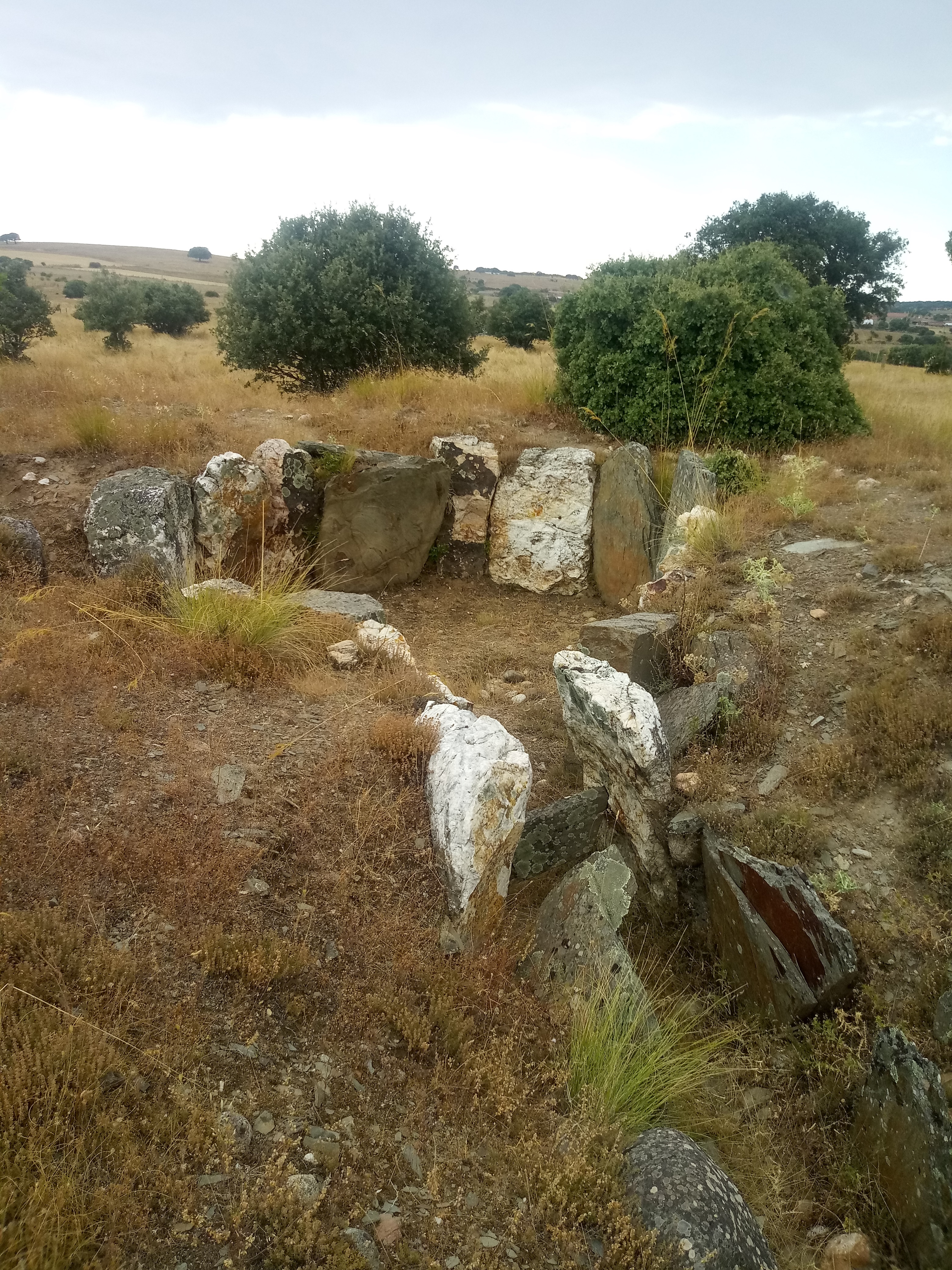
Dolmen de El Terriñuelo o Teriñuelo

Los primeros vestigios de presencia humana en el término de Aldeavieja datan de la Prehistoria, época a la que corresponde el dolmen de El Terriñuelo o Teriñuelo, ubicado a aproximadamente 1 kilómetro al sureste del núcleo urbano de Aldeavieja.
No obstante, la fundación de Aldeavieja como localidad se remonta a la repoblación llevada a cabo por el rey de León Alfonso IX a principios del siglo XIII, cuando quedó incluido en el Alfoz de Salvatierra, dentro del Reino de León. Con la creación de las actuales provincias en 1833, Aldeavieja quedó integrado en la provincia de Salamanca, dentro de la Región Leonesa. En 1974 fue agregado al municipio de Guijuelo, del que se separó en 1982 recuperando Aldeavieja de Tormes su estatus de municipio.

## Demografía
Cuenta con una población de 99 habitantes (INE 2024).
| Gráfica de evolución demográfica de Aldeavieja de Tormes entre 1842 y 2021 |
| |
| Población de derecho según los censos de población del INE Población de hecho según los censos de población del INEEn estos censos se denominaba Aldeavieja: 1842, 1857, 1860, 1877, 1887, 1897, 1900 y 1910 Entre el censo de 1991 y el anterior, aparece este municipio porque se segrega del municipio 37156 (Guijuelo) Entre el censo de 1981 y el anterior, este municipio desaparece porque se agrupa en el municipio 37156 (Guijuelo) |

Según el Instituto Nacional de Estadística, Aldeavieja tenía, a 31 de diciembre de 2018, una población total de 102 habitantes, de los cuales 53 eran hombres y 49 mujeres. Respecto al año 2000, el censo refleja 140 habitantes, de los cuales 71 eran hombres y 69 mujeres. Por lo tanto, la pérdida de población en el municipio para el periodo 2000-2018 ha sido de 38 habitantes, un 27% de descenso.
Desaparece en el censo de 1981 y reaparece en 1990 al ser absorbido por Guijuelo en 1974 y posteriormente segregado de nuevo en 1982.

## Economía
Los vecinos del municipio se dedica a la agricultura y a la ganadería; se cultivan cereales  y legumbres; y se dedican al cuidado de cerdos y ovejas.
En el paraje de El Collado, al suroeste de la aldea y haciendo límite con Salvatierra de Tormes; se explotó una cantera de pizarra.

## Transporte
El municipio está bien comunicado por carretera, siendo posible acceder a él a través de la DSA-170 que lo une con Salvatierra de Tormes hacia el este y desemboca en la salida de la autovía Ruta de la Plata que une Gijón con Sevilla hacia el oeste. También es posible el acceso a través de una carretera local asfaltada hacia Montejo, en dirección noroeste, donde existe otra salida de la autovía.
En cuanto al transporte público se refiere, tras el cierre de la ruta ferroviaria de la Vía de la Plata, que pasaba por el municipio de Guijuelo y contaba con estación en el mismo, no existen servicios de tren en el municipio ni en los vecinos, ni tampoco línea regular con servicio de autobús, siendo la estación más cercana la de Guijuelo. Por otro lado el aeropuerto de Salamanca es el más cercano, estando a unos 52km de distancia.

## Administración y política

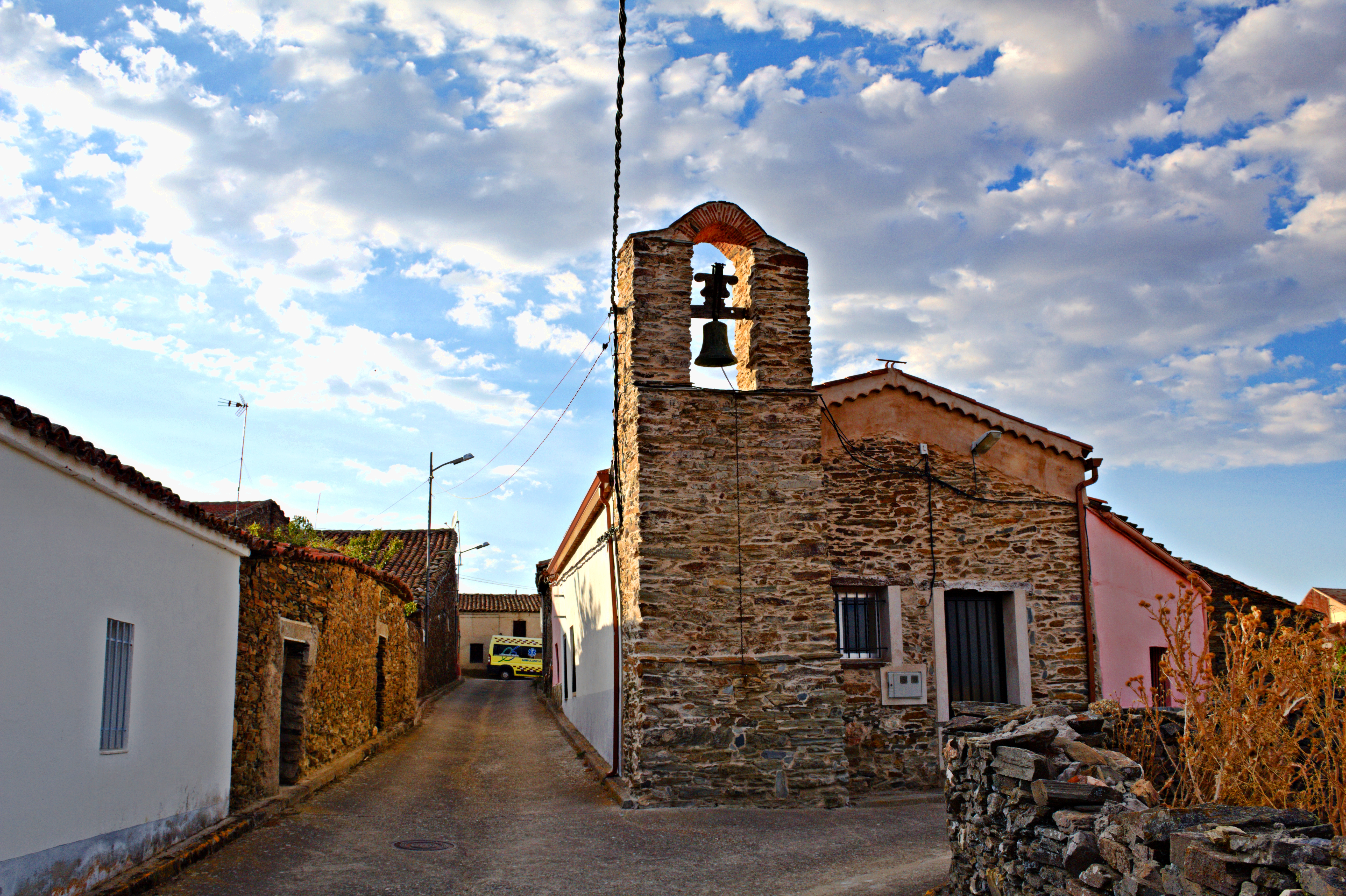
Casa consistorial

| Partido político                              | 2019  | 2019  | 2019       | 2015  | 2015  | 2015       | 2011  | 2011  | 2011       | 2007  | 2007  | 2007       | 2003  | 2003  | 2003       |
| Partido político                              | %     | Votos | Concejales | %     | Votos | Concejales | %     | Votos | Concejales | %     | Votos | Concejales | %     | Votos | Concejales |
| Partido Socialista Obrero Español (PSOE)      | 48,78 | 40    | 3          | 37,50 | 30    | 1          | 37,36 | 34    | 1          | 54,00 | 54    | 4          | 57,69 | 60    | 4          |
| Partido Popular (PP)                          | 47,56 | 39    | 2          | 61,25 | 49    | 4          | 61,54 | 56    | 4          | 43,00 | 43    | 1          | 45,19 | 47    | 1          |
| Unidad Regionalista de Castilla y León (URCL) | —     | —     | —          | —     | —     | —          | —     | —     | —          | —     | —     | —          | 1,92  | 2     | 0          |
| Unión del Pueblo Salmantino (UPSa)            | —     | —     | —          | —     | —     | —          | —     | —     | —          | 1     | 1     | 0          | 2,88  | 3     | 0          |

## Cultura

### Patrimonio
- Iglesia de San Juan.
- Casa consistorial.

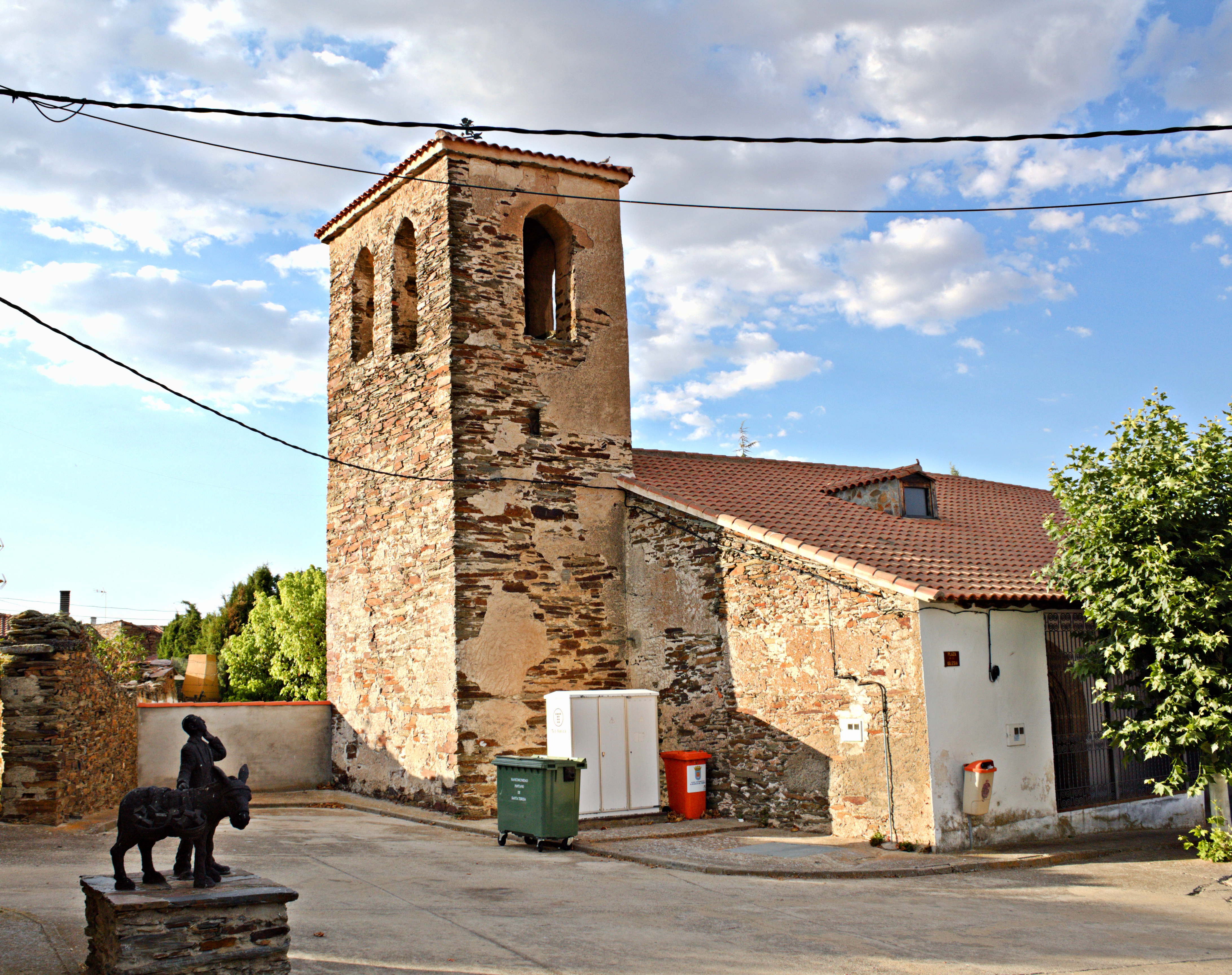
Iglesia parroquial de San Juan

- Dolmen de El Terriñuelo (o El Teriñuelo), declarado Bien de Interés Cultural.
- Escultura El Arriero Vito, obra de Elisa Merino.
- Banco escultura -"Paloma de la Paz",escultura de Elisa Merino C. 2009.

### Fiestas
Sus fiestas se celebra el 8 de septiembre, dedicada a la Virgen; con procesiones de pasear a la virgen por las calles del pueblos, con verbena y una misa en la iglesia parroquial.